# 永山治
永山 治（ながやま おさむ、1947年〈昭和22年〉4月21日 - ）は、日本の実業家。中外製薬株式会社創業者上野十蔵の孫の夫で、同社代表取締役社長を経て、株式会社東芝取締役会議長を務めたが、株主総会で再任が否決され解任された。

## 経歴
森村学園中等部、慶應義塾高等学校を経て、1971年に慶應義塾大学商学部を卒業し、日本長期信用銀行（現・SBI新生銀行）に入社。1978年に義祖父の上野十蔵が創業した中外製薬に入社。1992年に代表取締役社長兼CEOに就任。2012年に代表取締役会長兼CEOに就任。2018年に代表取締役会長に職位変更。2020年に名誉会長に就任。
2020年には東芝取締役会議長となったが、同年の東芝の株主総会が不公正に執り行われたとの報告書が出されるなど混乱が生じ、車谷暢昭東芝取締役代表執行役社長、太田順司東芝取締役監査委員長、山内卓東芝取締役監査委員などを取締役に再任しないなどして対応していたが、2021年の株主総会では自身の取締役再任案が否決され、東芝の取締役会議長職を解任された。表情は崩さなかった。

## 略歴
- 1971年（昭和46年）3月 - 慶應義塾大学商学部卒業[9]。
- 1971年（昭和46年）4月 - 株式会社日本長期信用銀行（現・株式会社SBI新生銀行）入行[10]。
- 1975年（昭和50年）4月 - 株式会社日本長期信用銀行（現・株式会社新生銀行）ロンドン支店赴任[10]。
- 1978年（昭和53年）11月 - - 株式会社日本長期信用銀行（現・株式会社新生銀行）退職[9]。
- 1978年（昭和53年）11月 - 中外製薬株式会社入社[10]。
- 1983年（昭和58年）2月 - 中外製薬株式会社 営業本部部長兼国際事業部部長[9]。
- 1985年（昭和60年）2月 - 中外製薬株式会社 開発企画本部副本部長兼事業企画部部長[9]。
- 1985年（昭和60年）3月 - 中外製薬株式会社取締役 開発企画本部副本部長兼事業企画部部長[9]。
- 1986年（昭和61年）2月 - 中外製薬株式会社取締役 薬専事業部副事業部長[9]。
- 1987年（昭和62年）3月 - 中外製薬株式会社常務取締役[10]。
- 1989年（平成元年）3月 - 中外製薬株式会社代表取締役副社長[10]。
- 1992年（平成4年）9月 - 中外製薬株式会社代表取締役社長兼CEO[10]。
- 1994年（平成6年）4月 - 東京大学経済学部非常勤講師。
- 1998年（平成10年）1月 - ジェン・プローブ・インコーポレーテッド（英語版）取締役会長[10]。
- 1998年（平成10年）5月 - 日本製薬工業協会会長[9]。
- 1998年（平成10年）9月 - 株式会社日本リサーチセンター社外取締役[9]。
- 2006年（平成18年）6月 - 公益財団法人東京生化学研究会理事長[9]。
- 2009年（平成21年）4月 - 財団法人バイオインダストリー協会（現・一般財団法人バイオインダストリー協会）代表理事兼理事長（現任）[9]。
- 2010年（平成22年）6月 - ソニー株式会社社外取締役[11]。
- 2012年（平成24年）3月 - 中外製薬株式会社代表取締役会長兼CEO[12]。
- 2012年（平成24年）5月 - 日本製薬団体連合会副会長[9]。
- 2012年（平成24年）6月 - ソニー株式会社社外取締役 取締役会副議長[13]。
- 2013年（平成25年）6月 - ソニー株式会社社外取締役 取締役会議長[14]（2019年まで）。
- 2018年（平成30年）3月 - 中外製薬株式会社代表取締役会長[15]。
- 2020年（令和2年）3月 - 中外製薬株式会社名誉会長[16]。
- 2020年（令和2年）7月 - 株式会社東芝社外取締役、取締役会議長[17]。

## 現職
- 中外製薬株式会社名誉会長
- 一般財団法人バイオインダストリー協会代表理事兼理事長[18]
- 公益財団法人東京生化学研究会理事長[19]
- 学校法人国際医療福祉大学理事[20]
- 公益財団法人東京交響楽団理事[21]
- 特定非営利活動法人国連UNHCR協会理事[22]
- 特定非営利活動法人アイ・エス・エル理事[23]
- 一般社団法人バイオ産業情報化コンソーシアム理事[24]
- 特定非営利活動法人東連ジャパン理事[25]
- 公益財団法人日本ワックスマン財団相談役[26]
- 学校法人至善館評議員[27]

## 家族・親族
- 義祖父：上野十蔵（実業家、中外製薬株式会社創業者）
- 父：永山時雄（通商産業官僚・実業家、昭和シェル石油株式会社元会長）[28]
- 義父：上野公夫（実業家、中外製薬株式会社元社長）[29]
- 義弟：上野幹夫（実業家、中外製薬株式会社代表取締役副会長）